# 北村優衣
北村 優衣（きたむら ゆい、1999年9月10日 - ）は、日本の女優、タレント。神奈川県出身。

## 来歴
2013年、渋谷にいたところをレプロの担当者から声を掛けられ、「レプロ次世代スターオーディション」に参加・合格。レプロアスター所属を経て、2014年にレプロエンタテインメント所属となる。2018年に日出高校（現：目黒日本大学高校）を卒業し、大学に入学。
2020年、連続テレビドラマ『女子グルメバーガー部』で主演の1人を務める。同年9月30日、レプロエンタテインメントとのマネジメント契約を期間満了。同年10月1日、公式サイトを開設。
2021年、『かくも長き道のり』で映画初主演。2022年に大学を卒業。同年の映画『ビリーバーズ』では、特に後半にヌードとなって体を張った演技を見せ、毎日映画コンクールスポニチグランプリ新人賞・女性にノミネートされた。
2023年12月1日、株式会社ノックアウトに所属。

## 人物
- 趣味は廃墟鑑賞、麻雀、ゲーム、ギター[1]。特技はダンス、書道、走ること、バレーボール、バスケットボール[1]。
- 幼稚園に通っていたころ、親に連れられて観に行ったミュージカル『美少女戦士セーラームーン』が女優を志すきっかけになった[2]。
- 妹がいる[10]。

## 出演

### 映画
- 黒崎くんの言いなりになんてならない（2016年2月27日） - 森マコ 役
- Music Of My Life（2017年10月21日）
- 衝組（中国語版）（2017年、台湾映画、日本未公開） - 塌可 役[11][12]
- 咲 Saki 阿知賀編 episode of side-A（2018年1月20日） - 上田良子 役
- 町田くんの世界（2019年6月7日）
- シグナル100（2020年1月24日） - 小宮山澪織 役[13]
- 13月の女の子（2020年8月15日） - 一之江瑞樹 役
- かくも長き道のり（2021年2月13日） - 主演・椎名遼子 役[14]
- ビリーバーズ（2022年7月8日） - 副議長 役[15]
- コーポ・ア・コーポ（2023年11月17日） - 女子大生 高橋 役[16]
- ブルーイマジン（2024年3月16日） - 西友梨奈 役[17]
- 顔だけじゃ好きになりません（2025年3月7日）[18]
- 永遠の待ち人（2025年6月6日） - 美沙子 役[19]
- YOUNG & FINE（2025年6月27日）[20][21]
- となりの宇宙人（2025年6月27日）[20][21]

### 短中編映画
- HANA（2016年、ショートフィルム）
- 雨のまにまに（2020年、ショートフィルム） - 夏美 役
- 最悪は友達さ（2021年、中編映画） - 西宮カノン 役

### テレビドラマ
- Friend-Ship Project 〜15年目の同窓会〜（2014年、テレビ東京）
- ゴーストレート「スピンズ編」（2015年、フジテレビTWO）[22]
- 本棚食堂 第2シリーズ 第5話（2015年、NHK BSプレミアム） - 女子高生 役
- 5人のジュンコ 第2話（2015年、WOWOW）
- 黒崎くんの言いなりになんてならない（2015年、日本テレビ） - 森マコ 役
- 女性作家ミステリーズ 美しき三つの嘘 第2話「炎」（2016年、フジテレビ）[23]
- 夏樹静子サスペンス 光る崖（2016年、フジテレビ）[24]
- 水族館ガール 第6話・第7話（2016年8月26日・9月2日、NHK） - 倉野初美 役[25][26]
- 咲-Saki-阿知賀編 episode of side-A 第3局・第4局（2017年12月20日、TBS） - 上田良子 役
- anone 第1話（2018年1月10日、日本テレビ） - 網島美空 役[27]
- SUBARU Your story with シリーズ スペシャルドラマ「My Life, My Road〜サトミの闘い〜」（2018年2月11日、BS日テレ） - 主演・サトミ 役
- やれたかも委員会 第5話（2018年5月28日、毎日放送）
- SEDAI WARS（2020年1月 - 2月、毎日放送）
- 女子グルメバーガー部 第3話・第5話・第8話・最終話（2020年7月25日・8月8日・29日・9月26日、テレビ東京） - 主演・藤枝涼子 役[28]
- 女子グルメバーガー部2021夏SP（2021年6月27日、テレビ東京） - 藤枝涼子 役
- 星新一の不思議な不思議な短編ドラマ「窓」（2022年6月21日、NHK BS4K・BSプレミアム）[29]
- 東京の雪男 第4話（2023年2月25日、NHK Eテレ）[30] - 学生時代の馬場茜 役[31]
- 警視庁・捜査一課長スペシャル（2023年4月4日、テレビ朝日） - 江口未来 役
- ああ、ラブホテル 〜秘密〜 最終話「あああ、ラブホテル」（2023年7月14日、WOWOW） - 若いモモコ 役[32]
- 連続ドラマW OZU 〜小津安二郎が描いた物語〜 第1話「出来ごころ」（2023年11月12日、WOWOW） - マミ 役[33]
- 家政夫のミタゾノ 第6シリーズ 第6話（2023年11月14日、テレビ朝日） - 山瀬千尋 役[34][35]
- JKと六法全書 第5話（2024年5月17日、テレビ朝日） - お助け天使ノノ（野々村香） 役[36]
- 初恋不倫〜この恋を初恋と呼んでいいですか〜（2024年7月 - 9月、BSテレビ東京） - 神志那環奈 役[37]
- つづ井さん（2024年10月 - 12月、読売テレビ） - 橘 役
- ふったらどしゃぶり 第1 - 3話（2025年1月10日 - 24日、毎日放送） - 篠宮成 役
- 晩餐ブルース 第7話（2025年3月6日、テレビ東京） - 京子 役
- 年下童貞くんに翻弄されてます（2025年4月25日 - 6月13日、毎日放送） - 立花恭子 役[38]
- 放送局占拠 第2話 - （2025年7月19日 - 、日本テレビ） - 間崎菖蒲 / 大江原菖蒲 役[39]

### テレビ番組
- オトナヘノベル（2016年、NHK Eテレ） - スタジオゲスト、ドラマVTR出演
- ワイドナショー（2016年5月8日 - 2017年6月18日、フジテレビ） - ワイドナ高校生（不定期出演）[2][注 1]
- 日立 世界・ふしぎ発見!（2016年5月28日 - 、TBS） - スタジオ出演[注 2]
  - 第1576回「不思議は対馬にありました！ リアルオープンワールド大冒険！」（2020年11月21日、TBS） - ミステリーハンター[63][注 3]
  - 第1611回「The 島スペシャル 日本にもあったモン・サン・ミッシェル」（2021年10月23日、TBS） - ミステリーハンター[66][67]
  - 第1645回「ニュージーランド×日本 COOLEST絶景！ In Burning Summer」（2022年8月20日、TBS） - ミステリーハンター[68][69]
  - 第1658回「オーストラリア 極限の開拓地」（2022年12月17日、TBS） - ミステリーハンター[70]
  - 第1666回「緊急支援スペシャル 日本×トルコ 133年の友好物語」（2023年3月11日、TBS） - ミステリーハンター[71]
  - 第1671回「騎士たちが創りし地中海の宝石 マルタ」（2023年5月13日） - ミステリーハンター[72]
- ジモトピ（2016年、J:COMチャンネル）[73]
- シブヤノオト（2016年9月4日[24] - 、NHK総合テレビ） - リポーター
- 下町ロケバラエティ番組 浅草ベビ9（2017年、テレビ東京） - 不定期出演[24]
- めざましテレビ（2017年 - 2018年、フジテレビ） - 「イマドキ」担当（不定期出演）[74]
- 多摩川花火大会2017生中継（2017年8月19日、iTSCOM）
- オシエンタ（2017年9月14日、TBS）

### ネット配信ドラマ
- 小夏の放送室（2021年3月31日配信開始、auスマートパスプレミアム） - メインキャスト・小田茜 役

### ネット配信番組
- 美女ランチ（2016年8月8日 - 12日、AbemaTV）

### ラジオ番組
- 火曜BEAST!!!!! 北村優衣SO RE NA!!（2015年 - 、レインボータウンFM）[2]
- ショートボイスドラマ "To → You"（2021年）
- 山田愛奈のいじらないで、聞いてください（2021年、stand.fm）ゲスト
- 山田愛奈と北村優衣の、いじらないで聞いてください（2022年、stand.fm）レギュラー

### 舞台
- HUMMING BIRDS（2013年）[2]
- わびらいふ（2014年）
- ローファーズハイ!! Vol.1・Vol.2（2017年）[75]
- くるくると死と嫉妬(2018年、秦健日子脚本、中野敦之総合演出、鳳恵弥主演)
- 13月の女の子（2019年6月28日 - 7月7日、新宿シアターモリエール） - 橋本 役
- VIVA LA VALENTINE（2021年2月6日 - 14日、サンリオピューロランド×劇団ノーミーツ オンライン演劇）
- とりわけ眺めの悪い部屋（2021年11月10日 - 14日、浅草九劇）
- 土の壁（2022年3月9日 - 13日、劇団アレン座 / すみだパークシアター倉）
- 雷に7回撃たれても（2023年11月3日 - 12日、横浜赤レンガ倉庫1号館3Fホール）
- コスモス-山のあなたの空遠く-（2024年8月3日 - 12日、ザ・スズナリ）
- 花と龍 - お京、タカ 役[76][77]
  - 神奈川公演（2025年2月8日 - 22日、KAAT神奈川芸術劇場 ホール）
  - 富山公演（2025年3月1日 - 2日、オーバード・ホール 中ホール）
  - 兵庫公演（2025年3月8日 - 9日、兵庫県立芸術文化センター 阪急 中ホール）
  - 福岡公演（2025年3月15日 - 16日、J:COM北九州芸術劇場 中劇場）
- 更地（2025年5月16日 - 18日、吉祥寺シアター）[78]
- 十二夜（2025年10月17日 - 11月7日〈予定〉、東京グローブ座 / 11月15日 - 21日〈予定〉、森ノ宮ピロティホール）- セバスチャン 役[79]

### ミュージック・ビデオ
- 丸本莉子「ご機嫌ベイベー★」（2013年）
- 瀧川ありさ「夏の花」（2015年）
- TEE「恋のはじまり」（2016年6月29日）[80]
- SHISHAMO「魔法のように」（2017年）
- ポルカドットスティングレイ「ICHIDAIJI」（2018年）
- THIS VERY DAY「PRESENT」（2020年）

### 広告
- Simeji 今年の顔文字大賞 2014（2014年、バイドゥ）
- 東京靴流通センター（2014年、チヨダ）
- adidas サッカー日本代表 新ユニフォーム 0.01秒”閃光”（2015年）
- インターハイ共催（2015年、読売新聞社）
- ユニバーサル・ワンダー・クリスマス 2015（2015年、ユニバーサル・スタジオ・ジャパン）
- サッカー日本代表 新ユニフォーム 0.01秒 “閃光”公開（2015年、アディダス）
- コカ・コーラ「Gold Handover」篇 （2016年、日本コカ・コーラ）[2]
- 東進ハイスクール（2017年・2018年、ナガセ）[81]
- 白猫プロジェクト（2018年、コロプラ）[81]
- Pasco イングリッシュマフィン（2020年）
- ゆうちょ銀行 新生活応援キャンペーン（2020年）
- with（2021年、Web）
- 新静岡セノバ（2023年）
- &mall（2023年）
- ポケットカード株式会社 Fマネーカード webCM（2024年）

## 作品

### デジタル写真集
- 北村優衣 剥き出しのヒロイン 週刊ポストデジタル写真集（撮影：イワタ、2022年7月8日、小学館）
- 北村優衣写真集「したたる。」 週プレ PHOTO BOOK（撮影：小林修士、2023年1月30日、集英社）